# Asphalt-Magazin

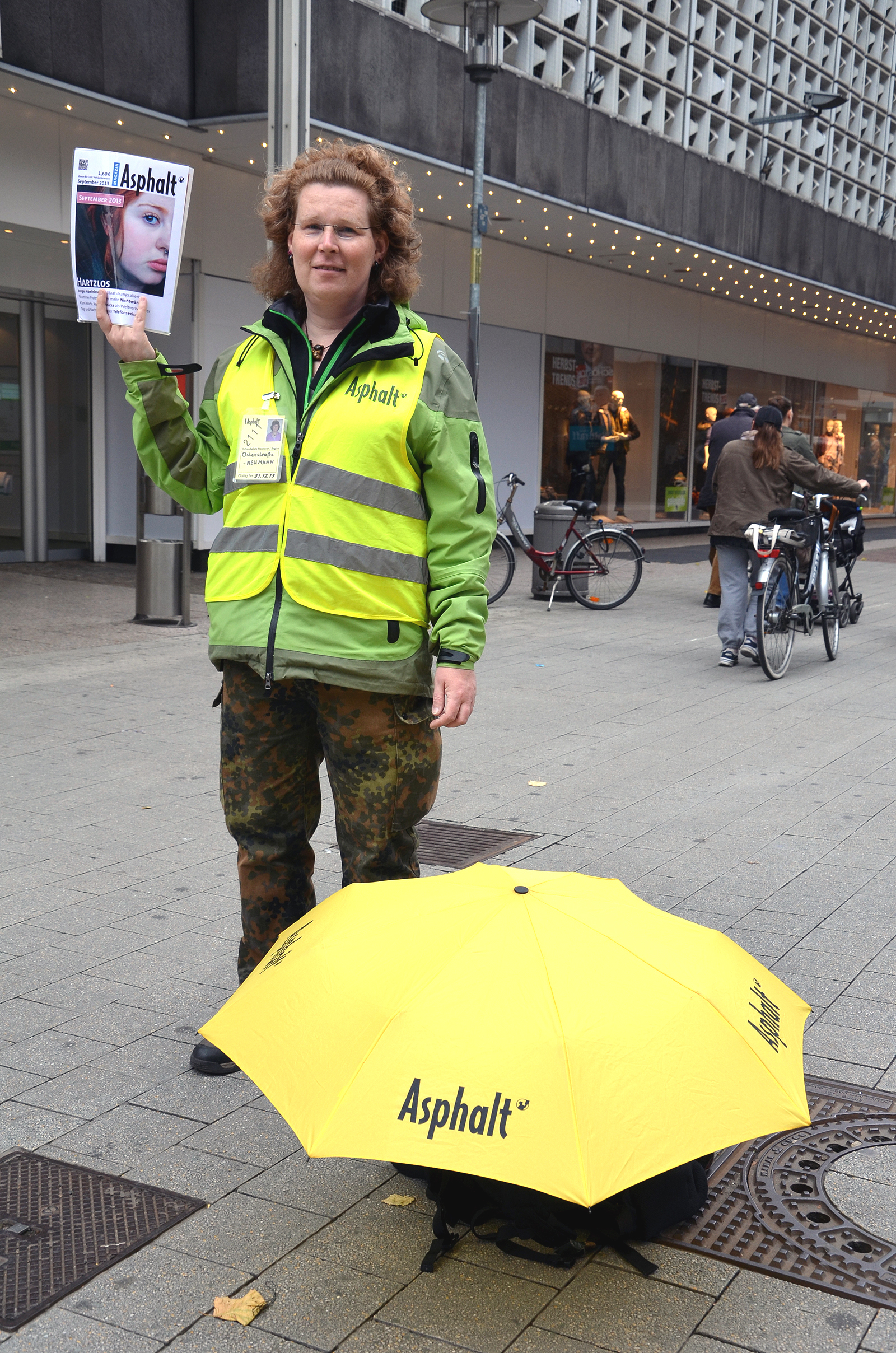
Asphalt-Verkäuferin mit Zeitung und Verkaufsausweis in Hannover

Das Asphalt-Magazin ist seit 1994 eine in Hannover erscheinende und niedersachsenweit vertriebene, soziale Straßenzeitung. Sie erscheint monatlich und wird durch wohnungslose, langzeitarbeitslose oder sonst bedürftige Menschen verkauft.

## Geschichte
Als Nachfolgerin der im Dezember 1993 von den durch die Hannoversche Initiative obdachloser Bürger e.V. (H.I.o.B.), einer Gruppe von obdachlosen Aktivisten rund um Karin Powser, herausgegebenen HIOB's-Botschaften erschien Asphalt erstmals im September 1994 in Hannover. Initiator und bis 2012 Herausgeber der Obdachlosenzeitung war Walter Lampe. Im Laufe von drei Jahren wurde das Magazin in 15 weiteren Städten Niedersachsens auf der Straße verkauft. Die Namensgebung der Straßenzeitung nimmt Bezug auf den Straßen-Asphalt, das Medium, mit dem wohnungslose Menschen häufig Kontakt haben.
2021 erreichte das Magazin während der COVID-19-Pandemie mit seiner Kampagne „Öffnet die Hotels für Obdachlose“ bundesweite Aufmerksamkeit.
2021 wurde das Magazin offizieller Medienpartner der documenta. Das Künstlerkollektiv Ruangrupa, das die documenta fifteen im Jahr 2022 kuratiert, gab die Liste der 54 teilnehmenden Künstler exklusiv im Asphalt-Magazin bekannt.

## Auszeichnungen
1996 wurde das Magazin durch den Freundeskreis Hannover mit dem Stadtkulturpreis geehrt. Das Blatt ist dem Netzwerk der internationalen Straßenzeitungen INSP (International Network of Street Papers) angeschlossen. Von der Vereinigung wurde es 2008 für das weltweit beste Interview sowie das beste Foto ausgezeichnet. 2011 wurde es für das beste Foto mit dem International Street Paper Award ausgezeichnet. 2016 wurde es für sein Konzept der Regionalausgaben für Hannover und Nordwest für einen Award nominiert. Der Preis würdigt besondere journalistische Leistungen von Straßenzeitungen. Im Jahr 2013 wurde Asphalt als besonderes soziales Projekt mit dem Leinestern ausgezeichnet. Im Jahr 2019 wurde die von Asphalt im Dezember 2018 deutschlandweit erste Straßenzeitungsausgabe für Kinder, Asphalt-Kids, für einen INSP-Award nominiert.
Im Jahr 2022 wurde Asphalt als einzige Straßenzeitung weltweit in Mailand mit gleich zwei Awards ausgezeichnet für die Beste Kampagne und den besten journalistischen Verkäuferbeitrag.

## Finanzierung
Die Asphalt gemeinnützige Verlags- und Vertriebsgesellschaft mbH mit Sitz in der Hallerstraße ist eine gemeinnützige GmbH und finanziert sich seit ihrem Bestehen vollständig selbst. Das Projekt lebt zum größeren Teil von Spenden. Mit den Verkaufseinnahmen und Werbeanzeigen kann nur ein Teil der anfallenden Kosten gedeckt werden.

## Organisation
Gesellschafter des Straßenmagazins sind die Diakonisches Werk Hannover gGmbH zu 75 Prozent und die Hannoversche Initiative obdachloser Bürger e.V. (H.I.o.B.). Bei Asphalt arbeiten regelmäßig 13 fest angestellte Mitarbeiter (davon zwei in Vollzeit). Sie werden bei Bedarf durch etwa 15 Ehrenamtliche im Bereich der Öffentlichkeitsarbeit unterstützt. Das Asphalt-Magazin wird von professionellen Journalisten erstellt (vier fest angestellte Redakteure) und richtet sich an alle Bevölkerungsschichten. Es wird eine breite Themenpalette behandelt: Sozial- und Gesellschaftspolitik, Umwelt- und Wissenschaftsberichte, Interviews mit Fachleuten und Prominenten, Kolumnen, Veranstaltungstipps.
Nach Auseinandersetzungen um Gehaltskürzungen der Redakteure entließ der Mitherausgeber, Mehrheitsgesellschafter und Pastor Rainer Müller-Brandes seine Kollegin Hanna Legatis im September 2018, Mitherausgeber Heiko Geiling trat aus Solidarität zu Legatis zurück. Im Februar 2019 wurden die ehemalige Landesbischöfin Margot Käßmann und der Kabarettist Matthias Brodowy in die Nachfolge berufen. Ende 2021 gab Käßmann die Herausgeberschaft auf. Ihr folgte Heike Schmidt.
Struktur
- 2 Gesellschafter
  - Diakonisches Werk Stadtverband Hannover
  - H.I.o.B. (Hannoversche Initiative obdachloser Bürger)
- 3 Herausgeber[17]
  - Matthias Brodowy
  - Heike Schmidt
  - Rainer-Müller-Brandes
- 1 Geschäftsführerin: Katharina Sterzer
- 3 Redakteure[12], Leitung: Volker Macke
- 1 Grafikerin/Layouterin
- 4 Vertriebsmitarbeiter (davon 1 Sozialarbeiter)
- 2 Verwaltungsmitarbeiterinnen

## Ziel

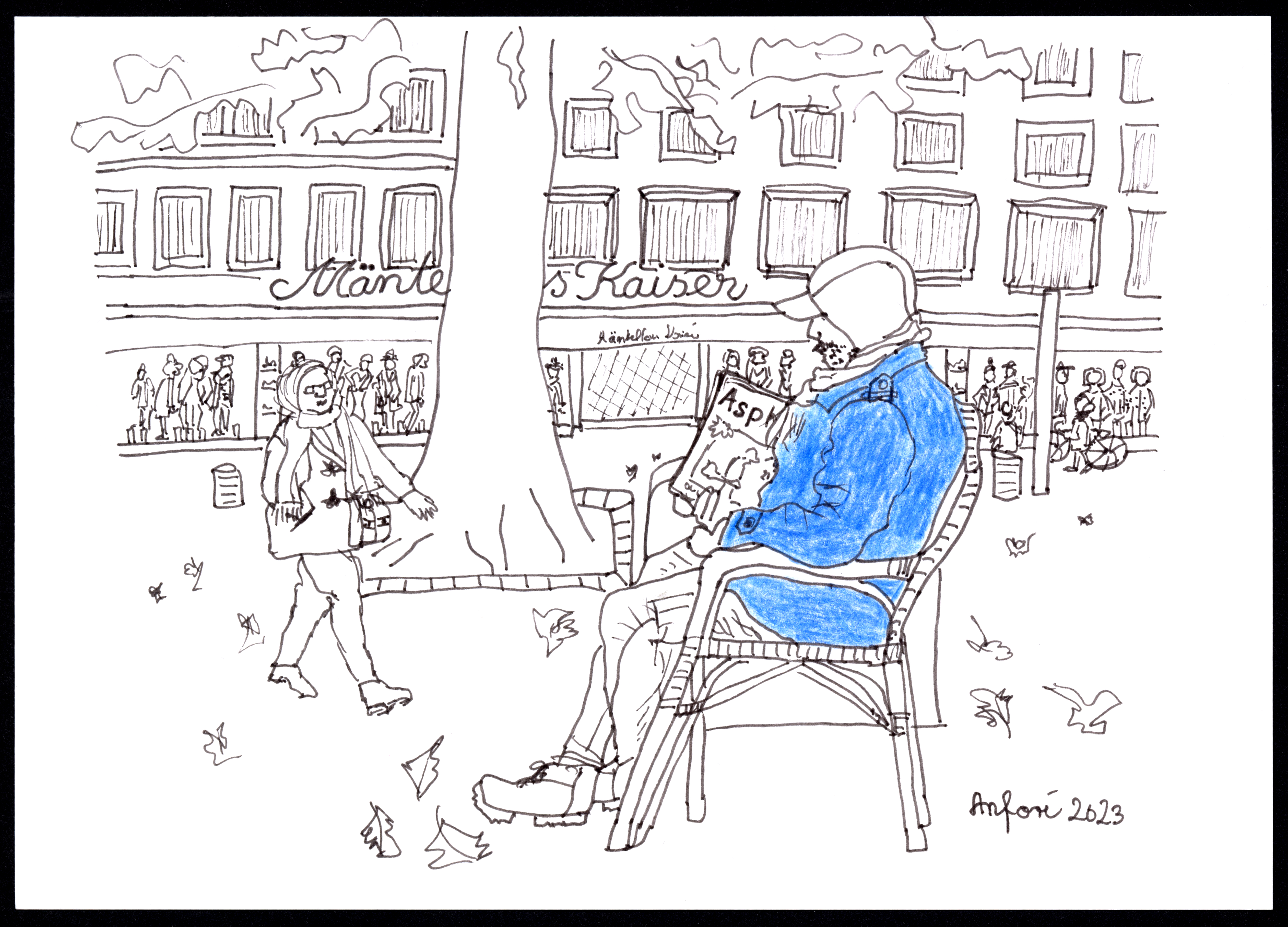
Asphalt-Verkäufer vor dem Mäntelhaus Kaiser
Zeichnung: Anfori, Dezember 2023

Asphalt bietet relativ armen Menschen die Möglichkeit, ihren Lebensunterhalt aufzubessern, ohne zu betteln. Das Projekt gibt den Menschen die Erfahrung, etwas wert zu sein und gebraucht zu werden. Eines der Ziele des Asphalt-Magazins ist, eine Kommunikation auf Augenhöhe zwischen Käufer und Verkäufer herzustellen. Für viele Wohnungslose oder Langzeitarbeitslose ist der Verkauf der Straßenzeitung die letzte Chance, durch eigene Arbeit würdevoll Geld zu verdienen. In Hannover gibt es etwa 80 Straßenverkäufer, die das Magazin in nahezu allen Stadtteilen anbieten. Sie kaufen das Magazin im Asphalt-Vertrieb für 1,10 Euro und verkaufen es dann für 2,20 Euro an den Passanten.

## Verbreitungsgebiet
Das Asphalt-Magazin ist ausschließlich im Handverkauf mit einer Auflage von durchschnittlich 26.500 Exemplaren in folgenden Städten Niedersachsens erhältlich und kann beim Verkäufer oder bei der Verkäuferin auf der dortigen Straße erworben werden:
| - Aurich - Celle - Delmenhorst - Emden - Göttingen - Hannover - Hildesheim |  |  | - Leer - Neustadt am Rübenberge - Nienburg/Weser - Nordenham - Oldenburg - Wilhelmshaven - Wunstorf |

## Projekte
Das Asphalt-Magazin bietet regelmäßig besondere soziale Projekte an:
- „Sozialer Stadtrundgang“ (Wohnungsloseneinrichtungen, Drogenhilfe)
- „Asphalt geht in die Schule“ (Jugendliche für den Lebenslauf von sozial benachteiligten Menschen sensibilisieren und Vorurteile gegenüber Wohnungslosen abbauen)